# Danuta Bartoszek
Danuta Piotrowska, po mężu Bartoszek (ur. 19 sierpnia 1961 w Pyrzycach) – polska i kanadyjska lekkoatletka specjalizująca się w biegach średniodystansowych i biegach ulicznych, mistrzyni Polski i Kanady, olimpijka z Atlanty (1996) w barwach Kanady.

## Kariera sportowa
Była zawodniczką Pomorza Stargard, jej największym sukcesem w Polsce było mistrzostwo kraju seniorów w biegu na 1500 metrów w 1984.
W 1987 wyemigrowała z rodziną do Niemiec, od 1989 mieszka w Kanadzie. W barwach Kanady startowała w maratonie na mistrzostwach świata w 1993 (nie ukończyła), Igrzyskach Olimpijskich w 1996 (32. miejsce z wynikiem 2:37,06), mistrzostwach świata w 1997 (49 m., z wynikiem 3:01,30) i 2001 (43 m., z wynikiem 2:50,06). W 2001 została mistrzynią Kanady w maratonie.
Rekordy życiowe:
- 1500 m – 4:16,06 (22.06.1984)
- 3000 m – 9:19,07 (27.06.1983)
- półmaraton - 1:12:27 (24.09.1995)
- maraton - 2:31:46 (15.10.1995)